# 海平县 (南梁)
海平县，中国古县名。
南朝梁置，治所在今广西壮族自治区东兴市西南。属宁海郡。隋朝时属玉州，大业初废入海安县。唐朝武德四年（621年）复置，属玉山州，后属钦州。貞觀十二年（638年）废入海安县。